# Museo tecnologico di Telespazio
Il museo tecnologico di Telespazio è un museo situato all'interno del Centro spaziale del Fucino di Telespazio nel comune di Ortucchio (AQ), in Abruzzo.

## Storia e descrizione

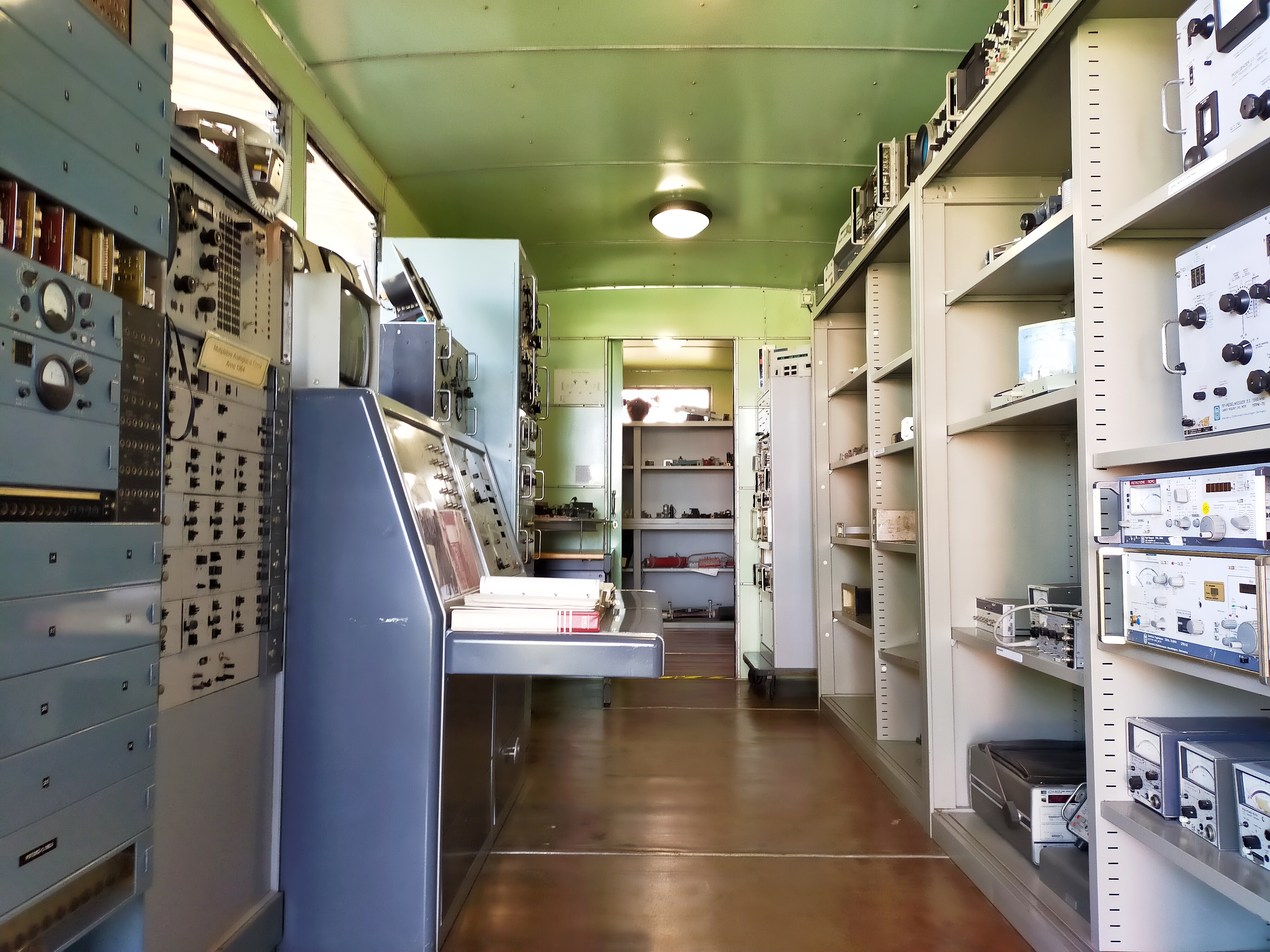
Truck espositivo

Ideato e allestito dal 1968, il museo tecnologico telespaziale venne aperto ufficialmente al pubblico a cominciare dal 1986 nel Centro spaziale del Fucino, in Abruzzo. Lo spazio museale è stato realizzato attraverso l'adeguamento e il riutilizzo di vecchi camioncini che, agli inizi degli anni sessanta, furono impiegati come postazioni mobili sulle quali si poterono testare le antenne sperimentali per collegare i primordiali ponti radio-televisivi dall'Italia e furono avviati i test di trasmissione con i satelliti messi in orbita dagli Stati Uniti d'America. 
Ospita, oltre alla documentazione storica cartacea e multimediale che descrive la nascita e l'evoluzione delle telecomunicazioni, innumerevoli apparecchiature e infrastrutture cadute in disuso, oppure obsolete, come le telescriventi a combinatore telefonico, le batterie per il servizio elettrico, le bobinatrici e gli impianti per il servizio di archivio, gli equalizzatori, il multiplatore analogico, i servers, i display e le unità di controllo delle antenne.
Incluso dal 2022 nel sistema museale tecnologico e archivistico della Fondazione Leonardo, lo spazio museale è visitato non solo dagli addetti ai lavori ma anche dalle scolaresche ed è dotato di una sala conferenze.
Posizionato sul settore meridionale dell'insediamento telespaziale della piana del Fucino, il museo è affiancato da una sezione della poppa della nave Elettra di Guglielmo Marconi, collocata dal 1978 dal Ministero delle poste e telecomunicazioni, completa di elica e timone.